# Elettrodeionizzazione
L'elettrodeionizzazione (processo EDI) è un metodo che consente di ottenere acqua deionizzata operando in continuo e senza l'utilizzo di reagenti chimici.

## Descrizione
Si tratta di un processo di separazione a membrane ionoselettive semipermeabili (piane e caricate rispettivamente con gruppi funzionali cationici ed anionici) per opera degli elettrodi alle estremità dell'impianto che stabiliscono un campo elettrico.
Per ottenere un'elevata efficacia di demineralizzazione in tali colonne sono caricate resine a scambio ionico forti (cationiche ed anioniche) alternate tra loro, in modo da simulare il comportamento di un letto misto.

## Storia
L'elettrodeionizzazione (EDI) affonda le sue radici nel contesto dello sviluppo della tecnologia di purificazione dell'acqua, in particolare nell'evoluzione dell'elettrodialisi (ED). Negli anni '50, l'elettrodialisi è stata inizialmente sviluppata come metodo per desalinizzare l'acqua di mare, utilizzando campi elettrici per separare gli ioni e ottenere acqua potabile. Questa tecnica si dimostrò efficace nel rimuovere i sali dall'acqua, aprendo la strada a ulteriori ricerche e miglioramenti. Nel 1953 è stato depositato un brevetto su questa tecnologia e le pubblicazioni successive l'hanno resa popolare, risalendo agli Argonne National Labs negli anni '50 come una scoperta scientifica.   
Tuttavia, i primi moduli EDI funzionanti furono realizzati da Harry O'Hare nel 1977 e nel 1978 e furono testati dal Southern Research Institute (SRI). Uno degli obiettivi della "purificazione elettronica dell'acqua" era quello di addolcire l'acqua con membrane continue; un secondo era quello di deionizzarla, cosa che l'ED non era in grado di fare in modo efficace.   
Nei decenni successivi, gli sforzi si sono concentrati sul perfezionamento e sull'ottimizzazione di questa tecnologia, che ha permesso un maggiore controllo sulla selettività degli ioni passanti attraverso le membrane, migliorando notevolmente l'efficienza del processo. L'avvento delle membrane EMI pose le basi per quella che sarebbe diventata la moderna elettrodeionizzazione.  
Nel 1979, Harry O'Hare fondò la società "HOH Water Technologies" sulla base dei suoi successi in laboratorio. Nel 1981 richiede il primo brevetto EDI, che viene concesso nel 1984.  
Verso la fine degli anni '80 e l'inizio degli anni '90, diverse aziende iniziarono a sperimentare la combinazione delle caratteristiche dell'elettrodialisi con la tecnologia delle resine a scambio ionico. Questa combinazione ha dato inizio a un nuovo approccio alla purificazione dell'acqua, dando vita all'elettrodeionizzazione.  
I dispositivi iniziali erano grandi, costosi e spesso inaffidabili. Tuttavia, negli anni '90 sono stati introdotti progetti modulari più piccoli e meno costosi. Durante questo periodo di sviluppo, si sono registrati progressi significativi nell'ottimizzazione delle membrane e nella gestione del flusso ionico. Questi miglioramenti hanno contribuito alla creazione di un processo continuo e più efficiente per la purificazione dell'acqua, eliminando la necessità di rigenerare chimicamente le resine e consentendo un funzionamento più sostenibile ed economico.

## Applicazioni
L'EDI ha continuato a subire miglioramenti significativi nel corso degli anni, con particolare attenzione alla durata delle membrane, all'efficienza energetica e alla capacità di rimozione degli ioni. L'evoluzione dell'elettrodeionizzazione ha permesso di ridurre i costi operativi, migliorare l'efficienza e aumentare l'affidabilità del processo nel tempo. Ciò ha portato a una maggiore adozione della tecnologia in diversi settori critici, tra cui la produzione farmaceutica, l'elettronica, la generazione di energia e altri processi che richiedono acqua ad altissima purezza.    
-Nell’industria farmaceutica, la produzione di farmaci richiede acqua ultra-pura per garantire la sicurezza e l'efficacia dei prodotti farmaceutici. L’EDI è utilizzata per fornire acqua ad alta purezza necessaria per la produzione di farmaci e per il lavaggio degli strumenti utilizzati in ambienti sterili.   
-Nell’industria elettronica, nei processi di produzione di semiconduttori, microchip e dispositivi elettronici, l'acqua estremamente pura è essenziale per evitare la contaminazione dei componenti. 
-Riguardo la produzione di energia, sia nel settore nucleare che in quello dei combustibili fossili, l'acqua ultra-pura è essenziale per evitare la corrosione o la contaminazione dei componenti utilizzati nei processi di produzione energetica. L’EDI viene utilizzata per garantire una fornitura costante di acqua di alta qualità.   
-Un’altra possibile applicazione trova sede nell’industria alimentare; l'EDI può essere utilizzata per produrre acqua di alta qualità, per la preparazione di bevande o per la produzione di alimenti sensibili che richiedono un elevato grado di purezza.

## Meccanismo
Solitamente applicata dopo l'osmosi inversa (RO), l'elettrodeionizzazione (EDI) è una tecnologia di trattamento dell'acqua a flusso incrociato guidata  elettricamente che fa uso di membrane a scambio ionico e specifiche resine per rimuovere le specie ionizzate dall'acqua; infatti, il modulo EDI consiste in una serie di camere riempite con dette resine a scambio ionico e separate da opportune membrane.
Le membrane semipermeabili di scambio cationico e anionico sono posizionate alternativamente formando diverse colonne all'interno dell'impianto cosicché gli ioni possano migrare sotto l'effetto del campo elettrico, attraversare la membrana ad essi permeabile e concentrarsi nella colonna di rigetto. Una volta finiti in quest'ultima agli ioni non è consentito di riattraversare la membrana successiva perché essa è a loro impermeabile.
L'acqua entra nel modulo, dove un campo elettrico applicato perpendicolarmente al suo flusso ne costringe gli ioni ad attraversare le membrane. Queste impurità ioniche non vengono immagazzinate nel modulo, ma vengono raccolte in flussi concentrati che sono indirizzati allo scarico o riciclati. L'acqua deionizzata prodotta può essere direttamente utilizzata o sottoposta a un ulteriore trattamento per migliorarne la purezza; in genere, con questo processo si ottiene una resistività dell'acqua maggiore a 15 MΩ.cm.
I limiti dell'EDI differiscono dallo scambio ionico convenzionale. In quest'ultimo scenario, la purezza ionica dell'acqua prodotta è limitata essenzialmente dal numero totale di ioni assorbiti dalle resine. L'EDI è limitata dalla velocità massima di arrivo degli ioni; un carico ionico troppo elevato tende infatti a sovraccaricare il modulo. Pertanto, l'EDI viene spesso utilizzato dopo l'osmosi inversa e, se l'acqua trattata è molto dura, con la degassificazione per rimuoverne l'anidride carbonica. 

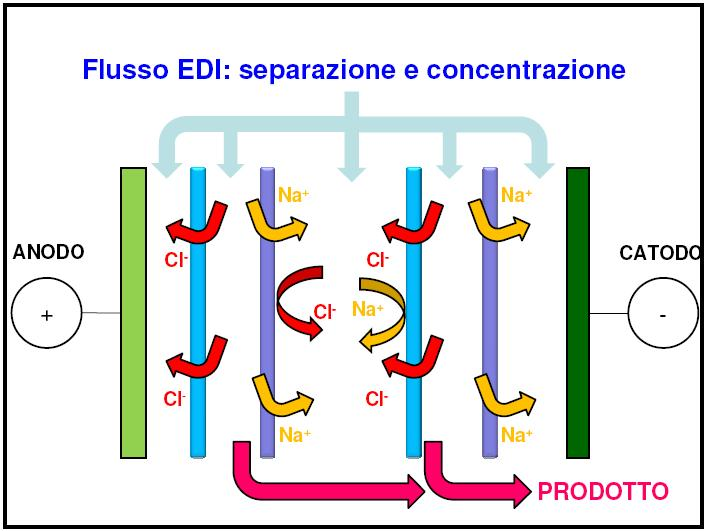
Schema processo EDI

## Rigenerazione
Il modulo EDI, agente come un letto di scambio ionico, viene continuamente rigenerato elettricamente. Quando gli ioni si muovono attraverso le resine e tra le membrane selettive per cationi o anioni, vengono scambiati con ioni H+ e OH-. Gli ioni che si legano alle resine a scambio ionico finiscono per migrare in una camera separata sotto l'influenza del campo elettrico applicato esternamente; ciò produce anche ioni H+ e OH-, necessari per mantenere le resine nel loro stato rigenerato. Gli ioni presenti nella camera separata vengono successivamente scaricati.

## Design e componenti
Il tipico modulo EDI è caratterizzato dalle seguenti componenti: elettrodi, membrane a scambio anionico, membrane a scambio cationico e resine. Le configurazioni più semplici prevedono tre compartimenti. Per aumentare l'intensità o l'efficienza della produzione, il numero di comparti o celle può essere aumentato a piacimento.
Una volta installato il sistema e che l'acqua di alimentazione inizia a scorrervi, i cationi fluiscono verso il catodo e gli anioni verso l'anodo. Solo gli anioni possono passare attraverso la membrana a scambio anionico e solo i cationi possono passare attraverso la membrana a scambio cationico. Questa configurazione consente agli anioni e ai cationi di fluire in una sola direzione grazie alla selettività delle membrane e alle forze elettriche, rendendo l'acqua di alimentazione relativamente priva di ioni. Inoltre, consente la raccolta separata dei flussi di concentrazione di cationi e anioni, creando l'opportunità di uno smaltimento, un riciclaggio o un riutilizzo più selettivo dei rifiuti; ciò è particolarmente utile per la rimozione dei cationi dei metalli pesanti.